# تيد هيد (نيو برونزويك)
تيد هيد (بالإنجليزية: Tide Head, New Brunswick)‏ هي مستوطنة تقع في كندا في Addington Parish, New Brunswick. يقدر عدد سكانها بـ 1,036 نسمة .